# Nuoto per salvamento ai Giochi mondiali 2022 - 50 m trasporto manichino femminile
La gara dei 50 m trasporto manichino femminile di nuoto per salvamento ai Giochi mondiali 2022 si è svolta l'11 luglio 2022 a Birmingham. Il programma non prevedeva turni preliminari ma solamente la finale.

## Risultati
| Pos | Atleta              | Nazione  | Tempo |
| --- | ------------------- | -------- | ----- |
|     | Nina Holt           | Germania | 33.77 |
|     | Helene Giovanelli   | Italia   | 34.99 |
|     | Kerstin Lange       | Germania | 35.48 |
| 4   | Ava Pretre          | Francia  | 35.65 |
| 5   | Leslie Belkacemi    | Francia  | 36.04 |
| 6   | Aurelie Romanini    | Belgio   | 36.18 |
| 7   | Antia Garcia Silva  | Spagna   | 36.70 |
| 8   | Francesca Cristetti | Italia   | 36.94 |